# Andrzej Mazurczak
Andrzej „Andy” Piotr Mazurczak (ur. 27 grudnia 1993 w Chicago) – amerykański koszykarz, występujący na pozycji rozgrywającego, posiadający także polskie obywatelstwo, obecnie zawodnik Kinga Szczecin.
W 2016 występował w kadrze B – tzw. „rozszerzonej reprezentacji Polski”, a w 2017 zagrał w 2 meczach sparingowych seniorskiej reprezentacji Polski z kadrą Czech.
28 czerwca 2020 podpisał kontrakt z MKS-em Dąbrowa Górnicza. 29 lipca 2021 został zawodnikiem Zastalu Enea BC Zielona Góra. 10 czerwca 2022 dołączył do Kinga Szczecin.

## Osiągnięcia
Stan na 18 czerwca 2024, na podstawie, o ile nie zaznaczono inaczej.

### NCAA II
- Koszykarz roku GLVC (2016)
- Najlepszy pierwszoroczny zawodnik GLVC (2013)
- Zaliczony do:
  - I składu:
    - GLVC (2016)
    - Academic All-GLVC (2014)

  - III składu GLVC (2015)

### Drużynowe
- Mistrz Polski (2023)[6]
- Wicemistrz Polski (2024)[7]
- Zdobywca Superpucharu Polski (2021[8], 2023[9])

### Indywidualne
- MVP:
  - sezonu EBL (2023)[10]
  - miesiąca EBL (luty, marzec 2023, luty, marzec 2024)[11][12]
  - kolejki EBL (20, 25 – 2020/2021, 25 – 2022/2023, 4, 19 – 2023/2024)[13][14][15][16][17]
- Najlepszy polski zawodnik EBL/OBL (2023, 2024)[10][18]
- Zaliczony do I składu:
  - sezonu EBL/OBL (2023, 2024)[19][20]
  - kolejki EBL (20, 25 – 2020/2021[21][22], 3, 10, 19, 20, 25 – 2022/2023[23][24][25][26][27], 20, 30 – 2023/2024[28][29])